# Космос-213
Космос-213 је један од преко 2400 совјетских вјештачких сателита лансираних у оквиру програма Космос.
Космос-213 је лансиран са космодрома Тјуратам, Бајконур, СССР, 15. априла 1968. Ракета-носач Р-7 Семјорка (рус. Семёрка) (8К71, НАТО ознака SS-6 Sapwood) са додатим степеном је поставила сателит у орбиту око планете Земље. Маса сателита при лансирању је износила 6000 килограма. Космос-213 је био сателит намијењен за тест свемирског брода Сојуз. 